# あんしんネットなごや

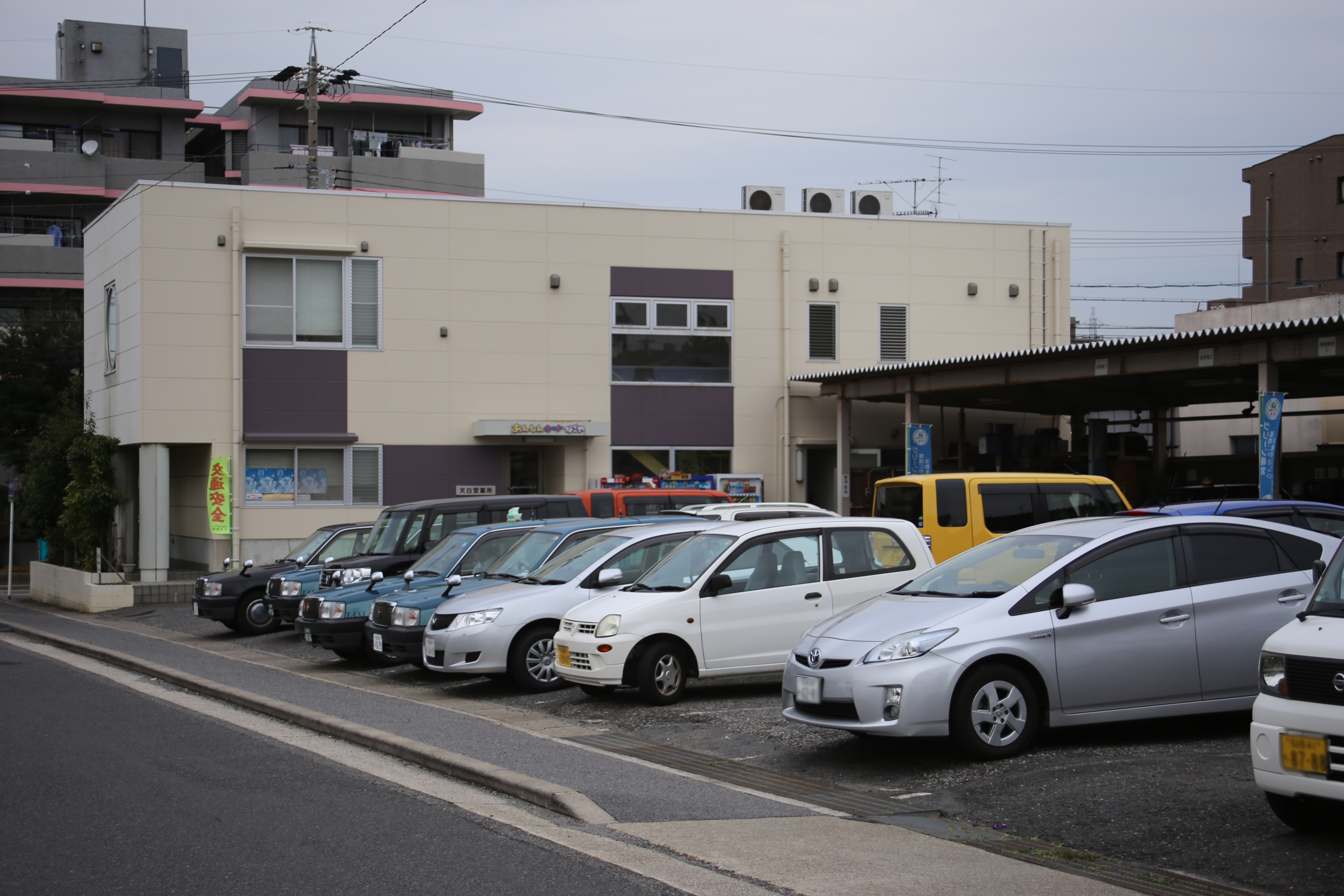
天白営業所（2015年11月）

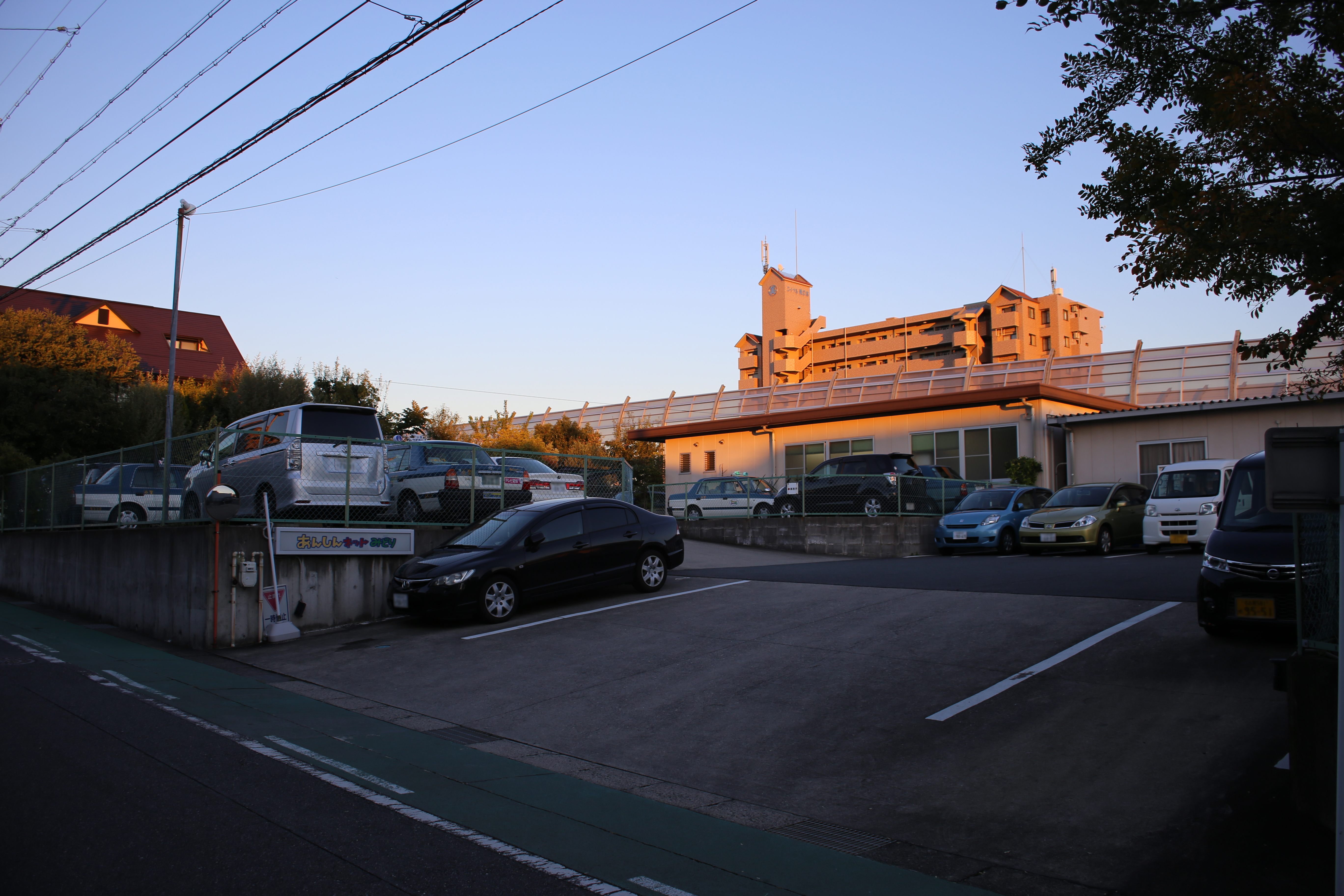
緑営業所（2015年11月）

株式会社あんしんネットなごやは、愛知県名古屋市南区に本社を置く、つばめタクシーグループに属するタクシー事業者であり、同グループが展開する介護事業を行う5社のうちの1社でもある。
2003年（平成15年）と2007年（平成19年）にそれぞれ吸収合併を行い、各前身会社の営業所を引き継いでいる。

## 営業所
- 本社営業所 : 愛知県名古屋市南区阿原町5番地
  - 旧・三洋交通星崎営業所。三洋交通の本社は昭和区にあった。

北緯35度5分5.5秒 東経136度56分19.3秒 / 北緯35.084861度 東経136.938694度座標: 北緯35度5分5.5秒 東経136度56分19.3秒 / 北緯35.084861度 東経136.938694度
- 天白営業所 : 愛知県名古屋市天白区原4丁目1901番地
  - 旧・新東亞交通。

北緯35度7分14.7秒 東経136度59分38.3秒 / 北緯35.120750度 東経136.993972度
- 緑営業所 : 愛知県名古屋市緑区滝の水4丁目3104番地
  - 旧・都市交通愛知。

北緯35度4分53.4秒 東経136度58分30.9秒 / 北緯35.081500度 東経136.975250度

## 介護事業における担当エリア
- 南区 - 一部はナショナル交通が担当。
- 港区の一部 - 残りはナショナル交通、あんしんネット21が担当。
- 天白区
- 名東区の一部 - 残りはあんしんネットあいちが担当。
- 緑区
- 日進市
- 豊明市
- 愛知郡